# جيمي هويل
جيمي هويل (بالإنجليزية: Jamie Howell)‏ (19 فبراير 1977 في المملكة المتحدة - ) هو مدرب كرة قدم ولاعب كرة قدم بريطاني في مركز الوسط. لعب مع برايتون أند هوف ألبيون ونادي أرسنال ونادي بورتسموث ونادي توركي يونايتد ونوتس كاونتي وبوغنور ريجيس تاون وBurgess Hill Town F.C. ‏.

## وصلات خارجية
- جيمي هويل على موقع قاعدة بيانات كرة القدم.إي يو (الإنجليزية)
- جيمي هويل على موقع Soccerbase.com (لاعب) (الإنجليزية)